# Массовые захоронения под Татаркой
Братские могилы под Татаркой — массовые захоронения, обнаруженные в апреле-августе 1943 года, во время Второй мировой войны румынскими войсками на территории оккупированного региона Транснистрия на площади около 1000 м² близ с. Татарка (ныне Прилиманское) в Одесском районе, вблизи Одессы. Было идентифицировано около 42 отдельных совместных могил с несколькими десятками тел каждая, всего от 3500 до 5000 тел, из которых 516 были эксгумированы, изучены и похоронены на кладбище до того, как регион стал передовой боевых действий. Комиссия, созданная властями Румынии для расследования этих могил, сообщила, что среди погибших были лица, арестованные в Молдавской АССР в 1938—1940 гг., а также в Бессарабии и на севере Буковины в 1940—1941 гг. :262 :46-47 :252
По мнению историка А. Бабича, массовые захоронения под Татаркой должны интересовать историков тем, что на сегодняшний день протоколы обследования трупов сохранились только в румынских архивах, однако о событиях можно судить по протоколам допросов участников расследования, имевших место после того, как Одессу заняли советские войска.
В апреле 2021 года в Одесском горсовете было принято решение о перезахоронении жертв.

## Обзор
Королевство Румыния присоединилось к операции «Барбаросса» 22 июня 1941 года с целью возврата потерянных территорий Бессарабии и Северной Буковины, аннексированных Советским Союзом в июне 1940 года, и входивших в состав Румынии с 1918 по 1940 год. Территория, которая получила название губернаторство Транснистрия, расположенная между Днестром и Южным Бугом, была завоёвана государствами Оси и оккупирована румынскими войсками с 19 августа 1941 по 29 января 1944 года. Административной столицей Транснистрии был город Одесса.
С весны до июня 1943 года в Татарке группа одесских специалистов провела обследование земельного участка площадью 1000 м², где было найдено большое количество тел. В группу вошли доктор К. Шапочкин, заместитель начальника медико-санитарного управления правительства Транснистрии, Н. И. Грубиану, администратор отдела дезинфекции, доцент И. Я. Фидловский, начальник медико-правовой экспертизы, и Григоре Татарчук, представитель жандармерии Одесской городской управы. Группа пришла к выводу, что это были останки жертв репрессий НКВД в 1938—1940 годах, а также лиц депортированных из Бессарабии и Северной Буковины — расстрелянных, поскольку не имелось возможности их транспортировать. Для облегчения процесса гниения участок покрывали экскрементами животных. В начале мая власти Румынии организовала визит иностранных чиновников (включая итальянского консула), которым показали трупы, обнаруженные в братских могилах Татарки.
В отчете румынской разведки от 1 июня 1943 г., подписанном подполковником Траяном Борческу, отмечается, что «на участке под названием Сполка, расположенной в 7 км от железнодорожной линии Одесса — Овидиополь, между пригородом Татарка [Одесса] и аэродромом, найдены братские могилы жертв НКВД. Работа по раскрытию тел началась 22 апреля 1943 и была выполнена Военной службой здравоохранения Одессы. […] Из показаний живущих вблизи участка следует, что войска НКВД ночью привозили трупы […], сбрасывали их в общую могилу и немедленно засыпали. Из этих показаний также следует, что параллельная к участку дорога была полностью закрыта для использования и строго охранялась».
Следователи заявили, что казни усилились после 1940 года, когда Бессарабия и Буковина были заняты советскими войсками. «Иоанн Халип, Григор Татарку и Александр Иванов из Бессарабии и Буковины, которые сейчас проживают в Одессе, узнали на месте среди тел своих родственников, депортированных НКВД после оккупации. […] Комиссия по изучению трупов и определения обстоятельств, при которых умерли жертвы, определила, что жертвы, как правило, были убиты выстрелами в затылок с очень близкого расстояния. Возраст казней оценивается в 2-3 года, одежда была характерной для жителей Бессарабии и Буковины».
6 августа 1943 комиссия, которую возглавил судебный врач Александру Биркле, представила «Предварительный медико-правовой отчет о расследовании в Татарке». Биркле был медицинским экспертом министерства юстиции Румынии и главным врачом и профессором Института судебной медицины и криминологии в Бухаресте; он также был членом Катынской комиссии, которая изучала останки, найденные на месте катынского расстрела, совершенного СССР, и членом международной комиссии экспертов, которые расследовали Винницкие расстрелы. В состав комиссии по расстрелам в с. Татарка входили К. Чирила, заместитель директора по вопросам здравоохранения в румынской администрации Транснистрии; и по одному представителю от мэрии Одессы, подразделения жандармерии Румынии в Транснистрии и Одесского университета.
По поручению Биркле И. Я. Фидловский привлек к работе в комиссии ряд известных судебных медиков Одессы, в том числе своего бывшего научного руководителя проф. Ф. Н. Жмайловича, доцента Н. М. Астахову, докторов Евграфа Александровича Малевича и Евгения Ивановича Долинского, а также 3 препараторов.
Согласно сообщению, были выявлены 42 братских могилы, а также признаки 10-20 других. В каждой могиле было найдено около 80 трупов. В общем примерно 3500 трупов лежали в 42 могилах, а общее количество тел оценивалось в 5000:262. Идентифицированы погибшие были в основном немцами, румынами, болгарами и армянами. К моменту окончания работы комиссии были эксгумированы только 516 трупов, и из них 486 были медико-юридически обследованы со следующими выводами:
- Причина смерти: выстрел в верхнюю часть задней части черепа, в отдельных случаях — в нижнюю часть задней части черепа.
- Выстрелы были совершены из военных револьверов калибра 7 мм и 5,5 мм в непосредственной близости к цели.
- Медико-правовые исследования показали, что возраст трупов составляет 3,5—5 лет. Исследование нескольких найденных документов, удостоверявших личность, показывает, что некоторые жертвы были мертвы в течение 4,5—5 лет (с 1938 г.).
- Личинок насекомых не было найдено, что свидетельствовало о том, что казни, вероятно, происходили в холодную погоду, и тела были похоронены сразу после выстрела.
- Процесс гниения замедлился из-за обилия трупов в одном месте.
- Из 486 обследованных трупов у всех были связаны руки на спине, за исключением одного, на котором только следы связанных рук.
- Из обследованных трупов было 7 женщин и 479 мужчин, из них один в военной форме. Из них 385 были похоронены, 131 ещё нет.
- 43 трупа имели документы, удостоверяющие личность (отрывки отчетов об их аресте и обыске), что позволяло их идентифицировать.
- Установленные лица были арестованы на территории, подконтрольной СССР (в том числе в Бессарабии и Северной Буковине, находившихся в составе СССР с 1940 г.).
- Возраст: 20-30 лет — 60; 30-40 лет — 189; 40-50 лет — 186; старше 50 лет — 81. Из них 7 — женщины и 509 — мужчины; 515 гражданских и один военный[1].

## Послевоенный период
Руководитель румынской комиссии проф. Александру Биркле смог бежать из советской зоны оккупации и жил на западе, но члены его семьи подверглись репрессиям. Член комиссии проф. Ф. Н. Жмайлович (1878—1948) после войны заявил, будто румыны фальсифицировали доказательства (его показаниями пользуются современные сторонники отрицания катынских и других расстрелов НКВД), благодаря чему не преследовался, в 1946 г. был организатором Всесоюзной конференции судебных медиков. Член комиссии И. Я. Фидловский был приговорен к 5 годам заключения. Советской власти удалось избежать огласки событий, и только в 2000-е годы исследователи вернулись к их изучению.

## Современные исследования
Весной 2021 г. документы в румынских архивах нашёл и опубликовал одесский историк Александр Бабич, по инициативе которого летом того же года в местах расстрелов начались новые раскопки. Уже в августе было обнаружено большое количество плохо присыпанных (слой земли составлял местами всего 30 см) скелетов.